# Associazione Calcio Tuttocuoio 1957 San Miniato 2013-2014
Questa pagina raccoglie le informazioni riguardanti l'Associazione Calcio Tuttocuoio 1957 San Miniato nelle competizioni ufficiali della stagione 2013-2014.

## Rosa
| N. |                    | Ruolo | Calciatore           |
| -- | ------------------ | ----- | -------------------- |
|    | Italia (bandiera)  | C     | Aaron Akrapovic      |
|    | Italia (bandiera)  | D     | Giuseppe Arvia       |
|    | Italia (bandiera)  | P     | Alessandro Bacci     |
|    | Senegal (bandiera) | C     | Abdoulaye Balde      |
|    | Italia (bandiera)  | C     | Federico Barra       |
|    | Italia (bandiera)  | D     | Dario Cacelli        |
|    | Italia (bandiera)  | D     | Lorenzo Cardarelli   |
|    | Italia (bandiera)  | C     | Filadelfio Carroccio |
|    | Italia (bandiera)  | C     | Giovanni Catanese    |
|    | Italia (bandiera)  | A     | Antonio Cherillo     |
|    | Italia (bandiera)  | D     | Francesco Colombini  |
|    | Italia (bandiera)  | D     | Francesco Colombini  |
|    | Italia (bandiera)  | A     | Corrado Colombo      |

| N. |                    | Ruolo | Calciatore         |
| -- | ------------------ | ----- | ------------------ |
|    | Italia (bandiera)  | C     | Sandro Di Giuseppe |
|    | Italia (bandiera)  | C     | Roberto Falivena   |
|    | Italia (bandiera)  | A     | Nicola Ferrari     |
|    | Italia (bandiera)  | A     | Andrea Ferretti    |
|    | Italia (bandiera)  | C     | Marco Firenze      |
|    | Italia (bandiera)  | C     | Marco Giannattasio |
|    | Italia (bandiera)  | A     | Daniele Mariani    |
|    | Italia (bandiera)  | A     | Davide Matteini    |
|    | Italia (bandiera)  | C     | Gianluca Pane      |
|    | Italia (bandiera)  | C     | Fabio Rosati       |
|    | Italia (bandiera)  | A     | Aniello Salzano    |
|    | Brasile (bandiera) | C     | Alexandre Teixera  |
|    | Italia (bandiera)  | C     | Nicolas Zane       |